# Allophroides boops
Allophroides boops är en stekelart som först beskrevs av Johann Ludwig Christian Gravenhorst 1829.  Allophroides boops ingår i släktet Allophroides och familjen brokparasitsteklar. Arten är reproducerande i Sverige. Inga underarter finns listade i Catalogue of Life.